# Bernd Uwe Althaus
Bernd Uwe Althaus (* 3. Juni 1963 in Heilbad Heiligenstadt) ist ein deutscher Pädagoge und Politiker (CDU). Er ist seit 2024 Staatssekretär im Thüringer Ministerium für Bildung, Wissenschaft und Kultur.

## Leben

### Ausbildung
Bernd Uwe Althaus ist der jüngere Bruder des ehemaligen Thüringer Ministerpräsidenten Dieter Althaus. Er besuchte von 1970 bis 1982 die Schule und erreichte das Abitur. Anschließend studierte er von 1982 bis 1987 Lehramt für Mathematik und Physik an der Pädagogischen Hochschule Erfurt/Mühlhausen und erlangte das Diplom. Er nahm 1990 eine Aspirantur im Fachbereich Theoretische Physik auf und wurde mit einer Arbeit „Zu Problemen der Phonon-Phonon-Wechselwirkung in höherer Ordnung der Störungstheorie und deren Einfluß auf die Infrarotabsorption ionischer Kristalle“ im Jahr 1996 an der Pädagogischen Hochschule Erfurt/Mühlhausen zum Dr. promoviert.

### Laufbahn und Wirken
Althaus unterrichtete von 1987 bis 1990 als Lehrer an einer POS in Leinefelde und war von 1990 bis 2005 Schulleiter in Leinefelde. Dabei arbeitete er als Leiter der OS III Leinefelde, der Regelschule Albert Schweitzer Leinefelde und der Regelschule Johann Carl Fuhlrott Leinefelde. Sodann war er von 2005 bis 2009 Direktor des Thüringer Instituts für Lehrerfortbildung, Lehrplanentwicklung und Medien. Danach war er von 2009 bis 2011 Leiter des Staatlichen Schulamtes Worbis und von 2012 bis 2024 Leiter des Staatlichen Schulamtes Nordthüringen im Amt eines Leitenden Schulamtdirektors.
Von 2012 bis 2024 baute er den MBA-Studiengang Management von Bildungseinrichtungen der Universität Halle-Wittenberg nebenberuflich mit auf. Außerdem arbeitete er als Dozent in den Modulen Personalentwicklung und Qualitätsmanagement und in der Betreuung und Zweitbetreuung diverser Masterarbeiten in den beiden Fachbereich PM und QM im Studiengang.

### Politik
Althaus ist Mitglied der CDU und war im Landesfachausschuss Bildung der CDU Thüringen aktiv. Zudem war er bis 2019 zwanzig Jahre Mitglied im Kreistag des Landkreises Eichsfeld und Vorsitzender des Jugendhilfeausschusses des Landkreises.
Am 17. Dezember 2024 wurde Althaus unter Minister Christian Tischner (CDU) zum Staatssekretär im Thüringer Ministerium für Bildung, Wissenschaft und Kultur ernannt.